# Rogue Valley AVA
Das Rogue Valley AVA ist ein Weinanbaugebiet im Rogue Valley im Süden des US-Bundesstaates Oregon. Der moderne Weinbau begann in Oregon etwa Mitte der 1960er, die Anerkennung als American Viticultural Area (AVA) erfolgte im Jahre 2000.
Das Weinbaugebiet ist Teil der übergeordneten Herkunftsbezeichnung Southern Oregon AVA und erstreckt sich über das Einzugsgebiet des Rogue River mit seinen Nebenflüssen Illinois River, Applegate River sowie des Bear Creek.  Der überwiegende Teil der Weingüter haben sich bislang in den Tälern der Nebenflüsse angesiedelt.
Der Großteil des fast 110 × 100 km großen Gebiets ist nicht für den Weinbau geeignet. Bislang wurden erst circa 20 Weingüter gegründet. Das Klima der Herkunftsbezeichnung Rogue Valley AVA zählt zu den wärmsten und trockensten Gebieten Oregons.